# Sol C. Siegel
Sol C. Siegel (New York, 30 maart 1903 – Los Angeles, 29 december 1982) was een Amerikaans filmproducent.

## Levensloop
Na zijn studie journalist begon Sol C. Siegel zijn loopbaan als verslaggever bij de New-York Tribune en was vervolgens ook werkzaam bij een platenmaatschappij. In 1934 ging hij naar Hollywood, waar hij verschillende films produceerde voor de filmstudio Republic Pictures. In 1939 kreeg hij een contract bij Paramount Pictures. In 1947 ging hij aan de slag bij 20th Century Fox, waar hij filmkomedies produceerde als I Was a Male War Bride (1949), Monkey Business (1952) en Gentlemen Prefer Blondes (1953). In 1955 werd hij genomineerd voor een Oscar voor de productie van Three Coins in the Fountain. In 1956 werd hij in dienst genomen door MGM, waar hij twee jaar later werd benoemd tot vicepresident. In de jaren 60 was hij werkzaam als onafhankelijk filmproducent.

## Filmografie (selectie)
- 1937: Springtime in the Rockies
- 1937: Hit the Saddle
- 1937: Range Defenders
- 1938: Under Western Stars
- 1939: Man of Conquest
- 1940: Three Faces West
- 1940: Dark Command
- 1941: West Point Widow
- 1942: My Heart Belongs to Daddy
- 1947: The Perils of Pauline
- 1948: Cry of the City
- 1948: The Iron Curtain
- 1949: A Letter to Three Wives
- 1949: I Was a Male War Bride
- 1949: House of Strangers
- 1950: Panic in the Streets
- 1950: Stella
- 1951: Fourteen Hours
- 1951: On the Riviera
- 1952: Deadline – U.S.A.
- 1952: What Price Glory
- 1952: Dreamboat
- 1952: Monkey Business
- 1953: The President's Lady
- 1953: Gentlemen Prefer Blondes
- 1954: Three Coins in the Fountain
- 1954: There's No Business Like Showbusiness
- 1954: Broken Lance
- 1956: High Society
- 1957: Les Girls
- 1958: Some Came Running
- 1960: Home from the Hill
- 1966: Alvarez Kelly
- 1968: No Way to Treat a Lady